# Hildebrand de Hemptinne

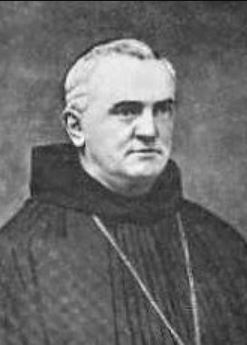
Abtprimas Hildebrand de Hemptinne OSB (um 1900)

Hildebrand de Hemptinne OSB  (* 10. Juni 1849 als Félix de Hemptinne in Gent; † 13. August 1913 in Beuron) war ein belgischer Benediktinermönch, Abt und erster Abtprimas des Benediktinerordens.

## Leben und Werk

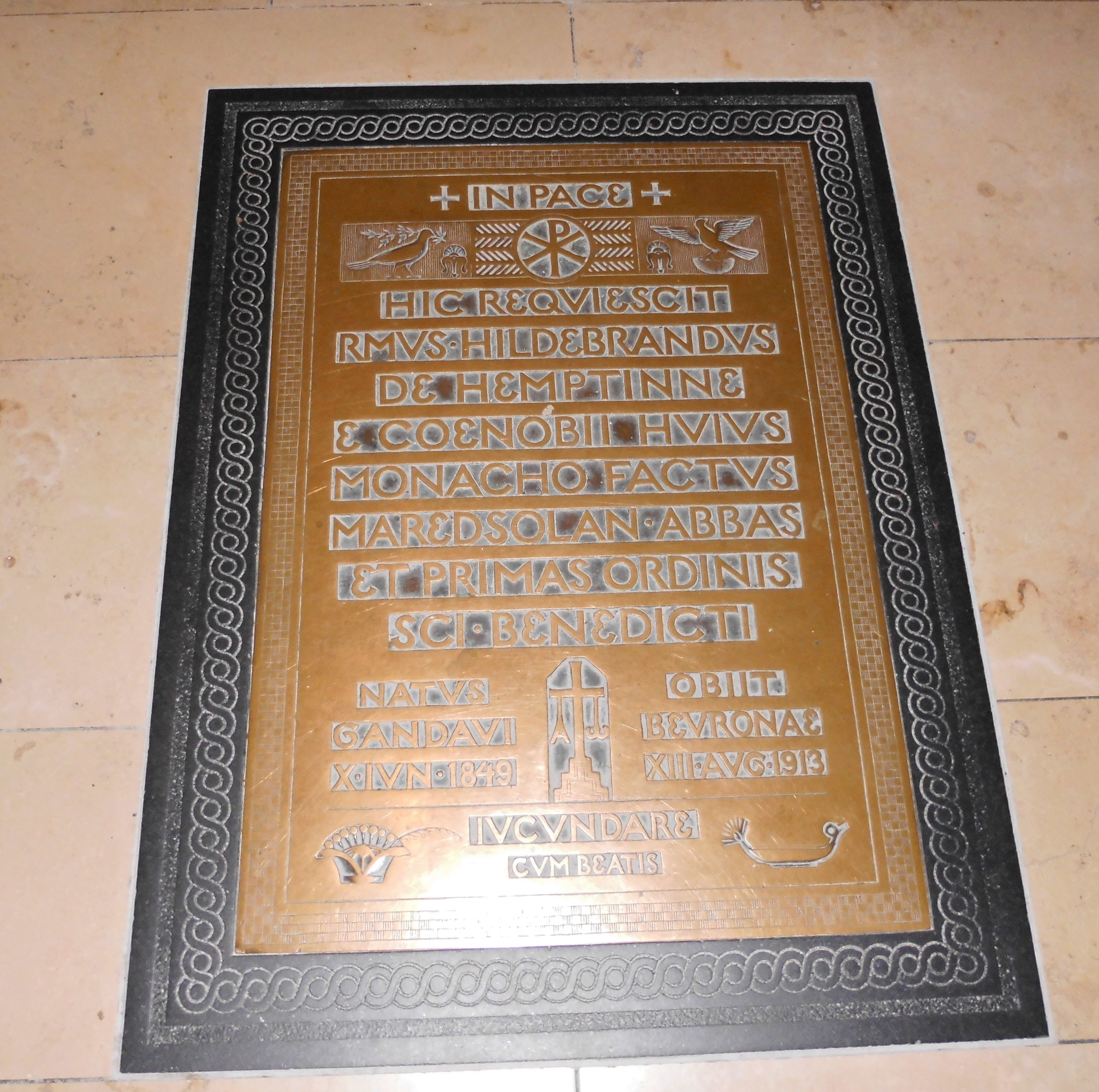
Grab in der Abteikirche Beuron

Félix de Hemptinne entstammte einer belgischen Industriellenfamilie. Sein Vater war der Baumwollmagnat Joseph de Hemptinne (1822–1909), seine Mutter war Pauline Gonthijn (1825–1870), die Tochter eines Bankiers.
Nach dem freiwilligen Militärdienst bei den Päpstlichen Zuaven trat er am Aschermittwoch 1869 als Postulant in die (1863 als Priorat gegründete) Benediktinerabtei St. Martin zu Beuron ein, wo er den Ordensnamen Hildebrand erhielt. Am 12. Juni 1872 wurde er im Limburger Dom von Bischof Peter Josef Blum zum Priester geweiht. Pater Hildebrand gehörte noch im selben Jahr dem Gründungskonvent der belgischen Abtei Maredsous an, ab 1874 wirkte er wieder in Beuron, ab 1875 (nach der Vertreibung der Benediktiner) im Servitenkloster Volders, schließlich in Erdington (Birmingham). Von 1881 bis 1885 war er Prior in Maredsous, dann Hauptmitarbeiter von Erzabt Maurus Wolter in Beuron, ab 1890 bis 1909 zweiter Abt von Maredsous. Papst Leo XIII. ernannte ihn am 12. Juli 1893 gleichzeitig zum Gründungsabt der Primatialabtei Sant’Anselmo auf dem Aventin in Rom sowie zum ersten Abtprimas der mit dem Breve Summum semper neugegründeten Benediktinischen Konföderation. De Hemptinne war maßgeblich an der Gründung der Benediktinerinnenabtei Maredret beteiligt.